# Jolanta Daszyńska
Jolanta Alina Daszyńska (ur. 25 maja 1957 w Łodzi) – polska historyk, profesor nauk humanistycznych, profesor zwyczajny w Instytucie Historii Uniwersytetu Łódzkiego. Specjalizuje się w historii Ameryki Północnej i Stanów Zjednoczonych do połowy XIX wieku oraz historii nowożytnej powszechnej.

## Życiorys
W 1981 ukończyła studia historyczne na Uniwersytecie Łódzkim. Doktorat obroniła w 1992. Habilitowała się w 2005. Tytuł naukowy profesora uzyskała w 2019.
Pełni funkcje: przewodniczącej Rady Muzeum Tradycji Niepodległościowych w Łodzi (od 2018), a także wiceprezesa Polskiego Towarzystwa Historycznego Oddział w Łodzi (od 2018; wcześniej byłą prezesem i skarbnikiem tego oddziału). Od 2015 jest członkiem Zarządu Głównego Polskiego Towarzystwa Historycznego. W latach 2012–2015 zajmowała stanowisko przewodniczącej Sądu Koleżeńskiego II Instancji Polskiego Towarzystwa Historycznego.
W 2023 otrzymała Honorowy Medal 600-lecia Miasta Łodzi „za działania na rzecz rozwoju Łodzi przyznawane z okazji 600-lecia Miasta”.
Z rekomendacji Polski 2050 kandydowała z listy Trzeciej Drogi w 2023 do Sejmu oraz w 2024 do Sejmiku Województwa Łódzkiego i do Parlamentu Europejskiego.

## Autorskie publikacje monograficzne
- Misje Benjamina Franklina w Londynie w latach 1757–1775 (1994)
- Stany wobec polityki rządu federalnego Stanów Zjednoczonych Ameryki lat 1798–1830 (2004)
- Narodziny tradycji: symbole amerykańskiej demokracji  (2010)